# Nowokornino
Nowokornino (do 31 grudnia 2002 Nowe Kornino) – wieś w Polsce położona w województwie podlaskim, w powiecie hajnowskim, w gminie Hajnówka. Przez miejscowość przepływa niewielka rzeka Łoknica, dopływ Narwi.
| SIMC    | Nazwa          | Rodzaj    |
| ------- | -------------- | --------- |
| 0029831 | Hrudówka       | część wsi |
| 0029771 | Pod Kuraszewem | część wsi |
| 0029788 | Podberezowskie | część wsi |
| 0029794 | Podkojłowskie  | część wsi |
| 0029802 | Staropole      | część wsi |
| 0029819 | Szostakówka    | część wsi |
| 0029825 | Zaczerniczniki | część wsi |

W latach 1975–1998 miejscowość administracyjnie należała do województwa białostockiego. 1 stycznia 2003 nastąpiła zmiana nazwy wsi z Nowe Kornino na Nowokornino.
We wsi znajduje się szkoła podstawowa i ochotnicza straż pożarna. 
Wierni kościoła rzymskokatolickiego należą do parafii Podwyższenia Krzyża Świętego i św. Stanisława, Biskupa i Męczennika w Hajnówce, a prawosławni do parafii Wniebowstąpienia Pańskiego w Nowoberezowie.
We wsi jest prawosławna  kapliczka św. Proroka Eliasza.
W 2003 wieś zamieszkiwało 221 osób. Według stanu z 31 grudnia 2012 mieszkało tu 184 stałych mieszkańców.

Tradycyjna zabudowa wsi i kultura
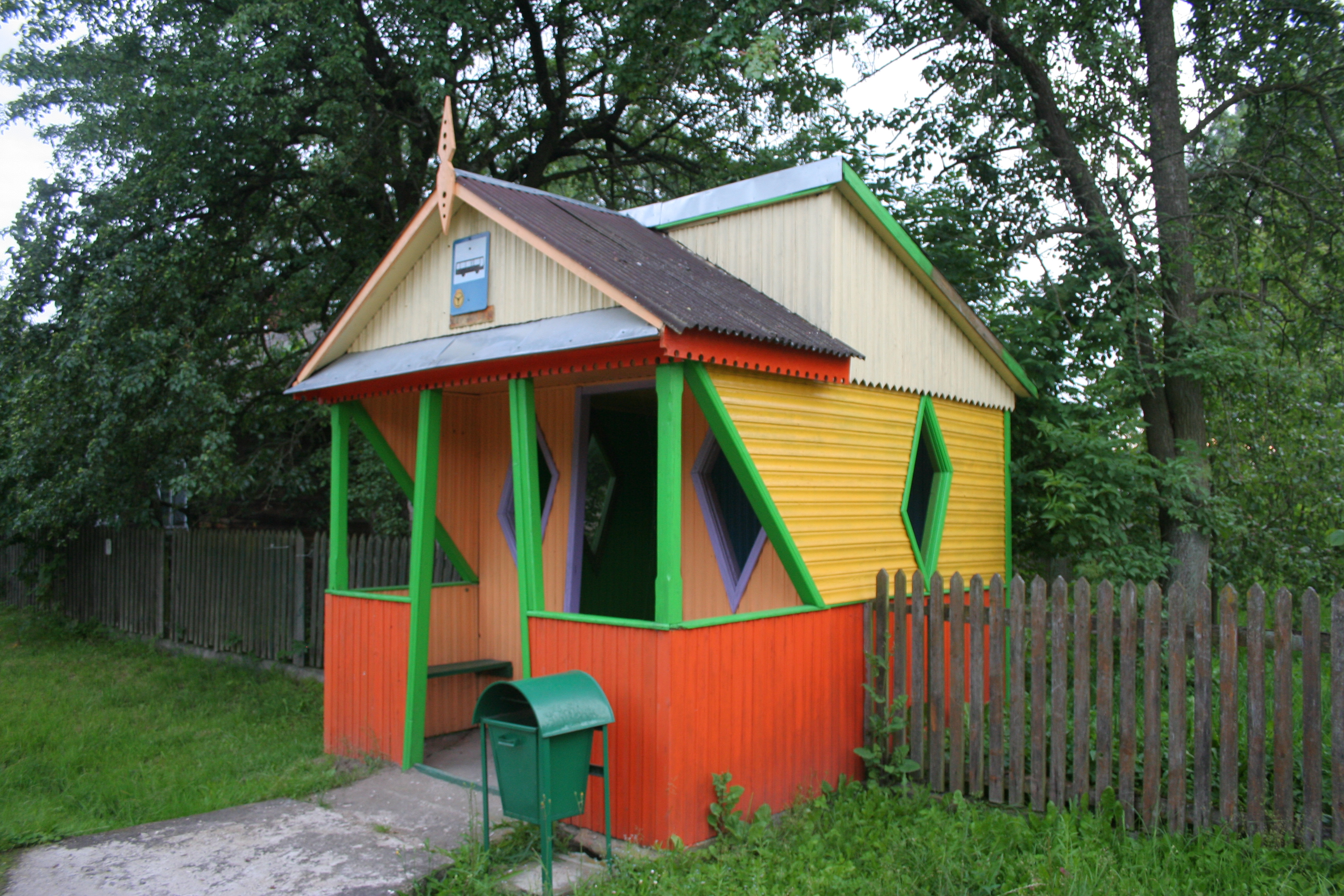
Przystanek autobusowy
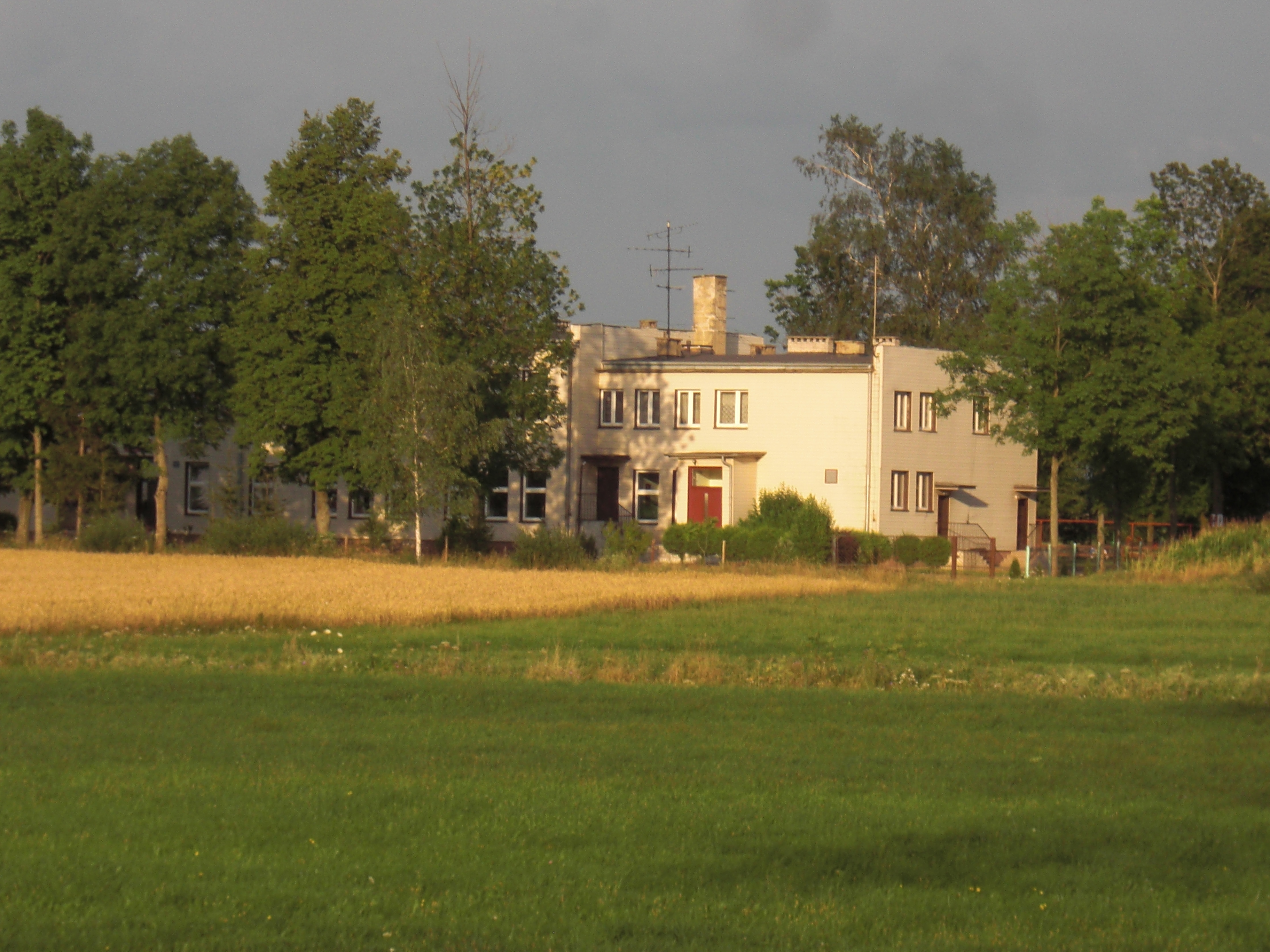
Szkoła podstawowa
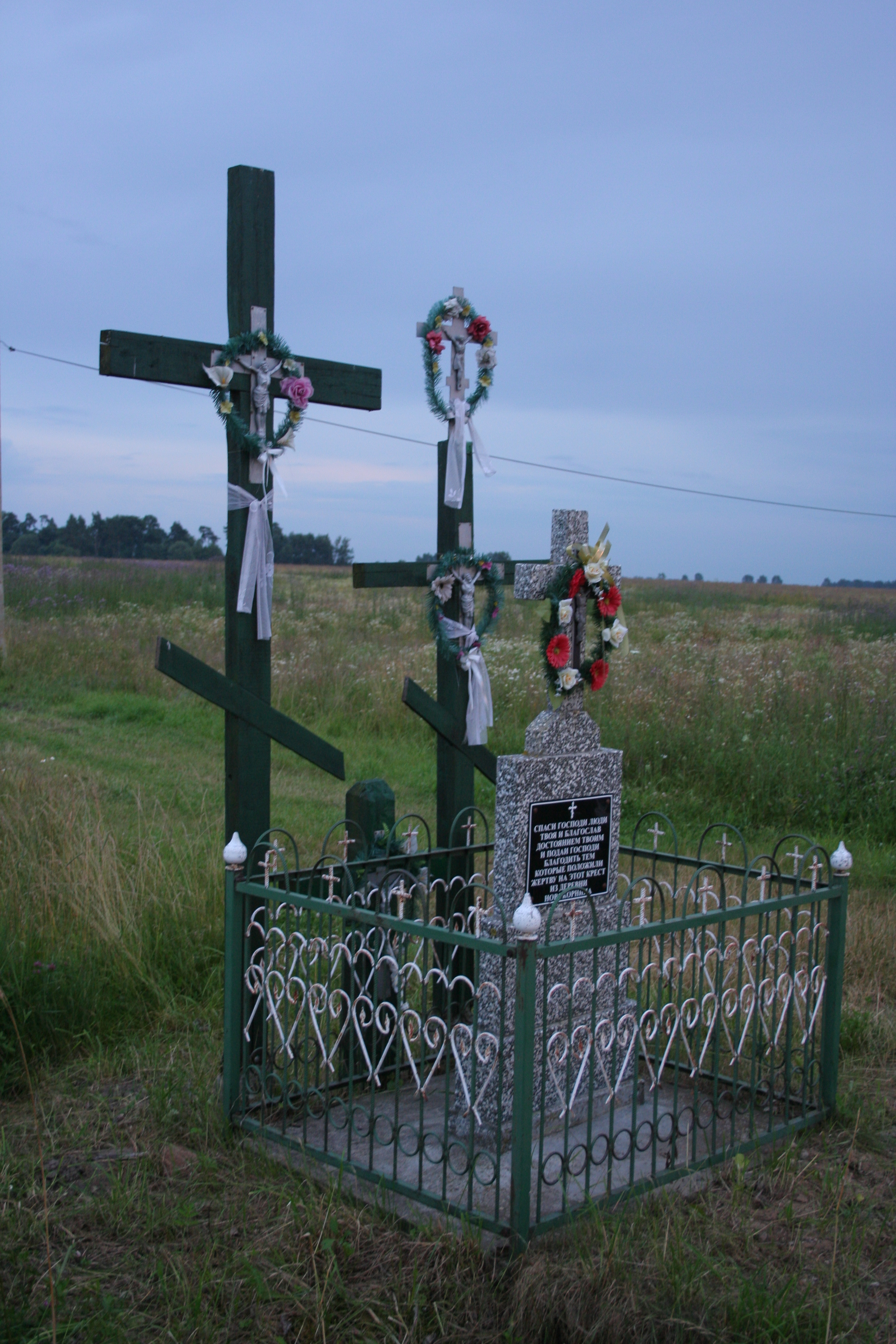
Krzyże
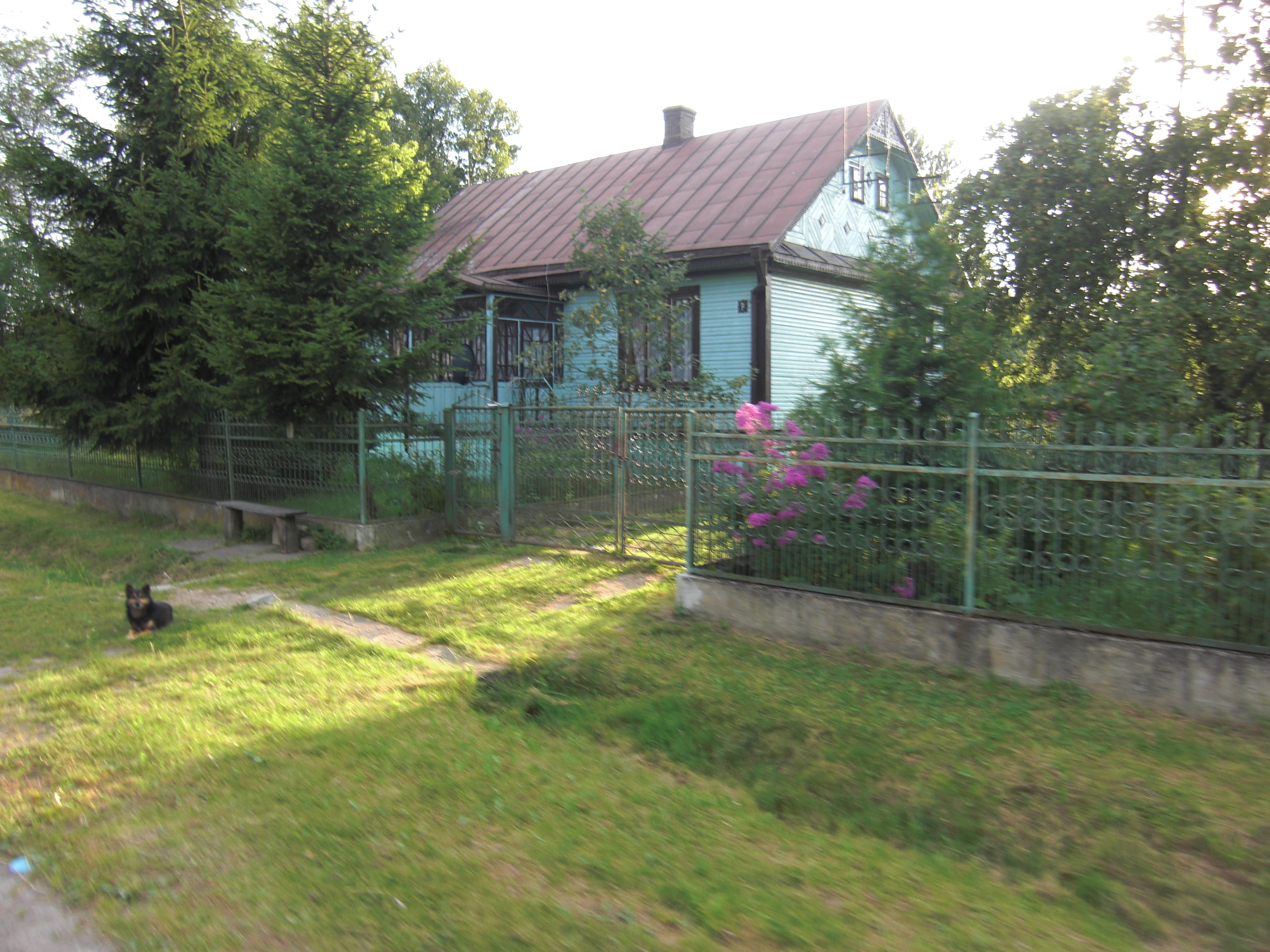
Zabudowa
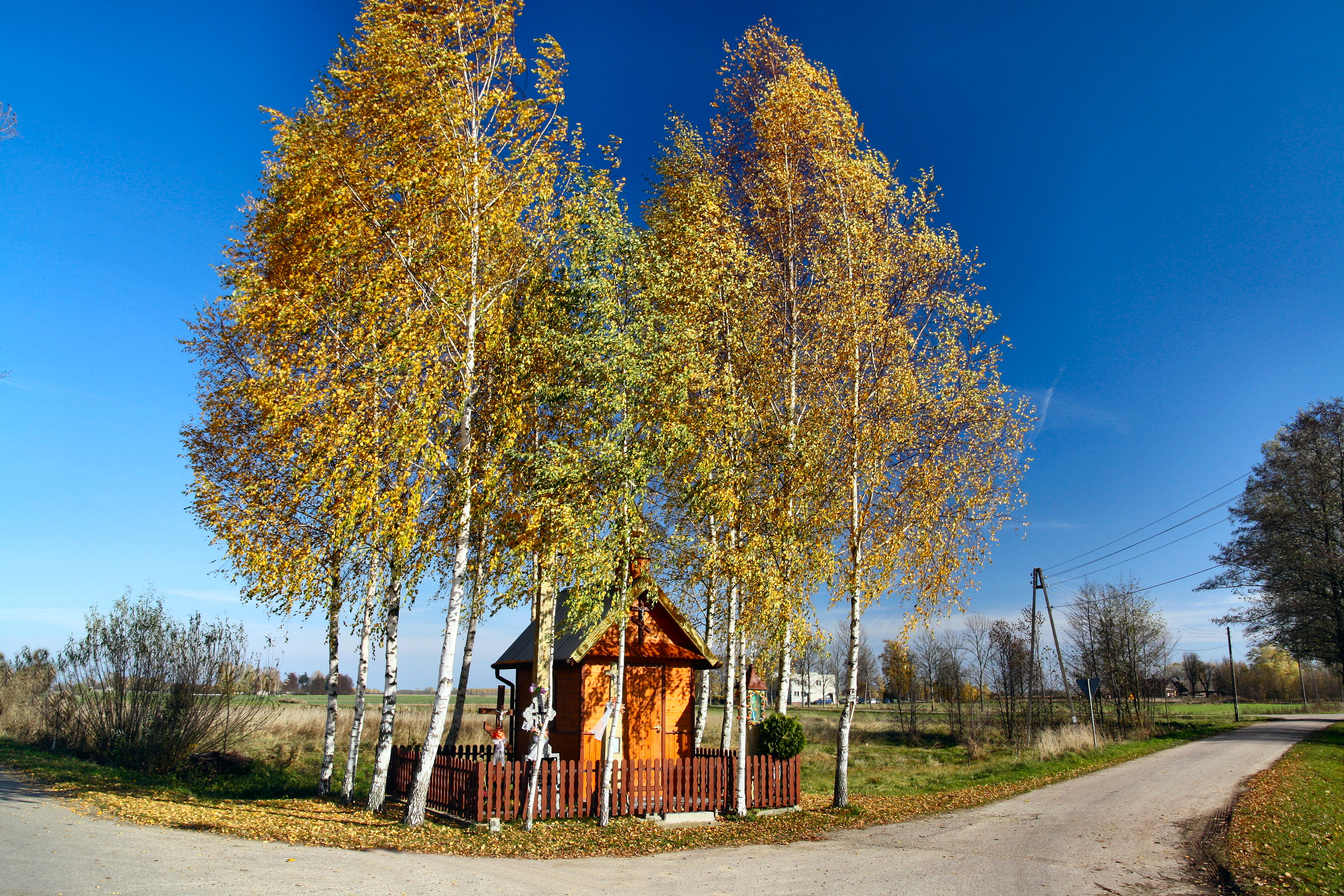
Kapliczka św. Proroka Eliasza